# Distrito de Huayllay

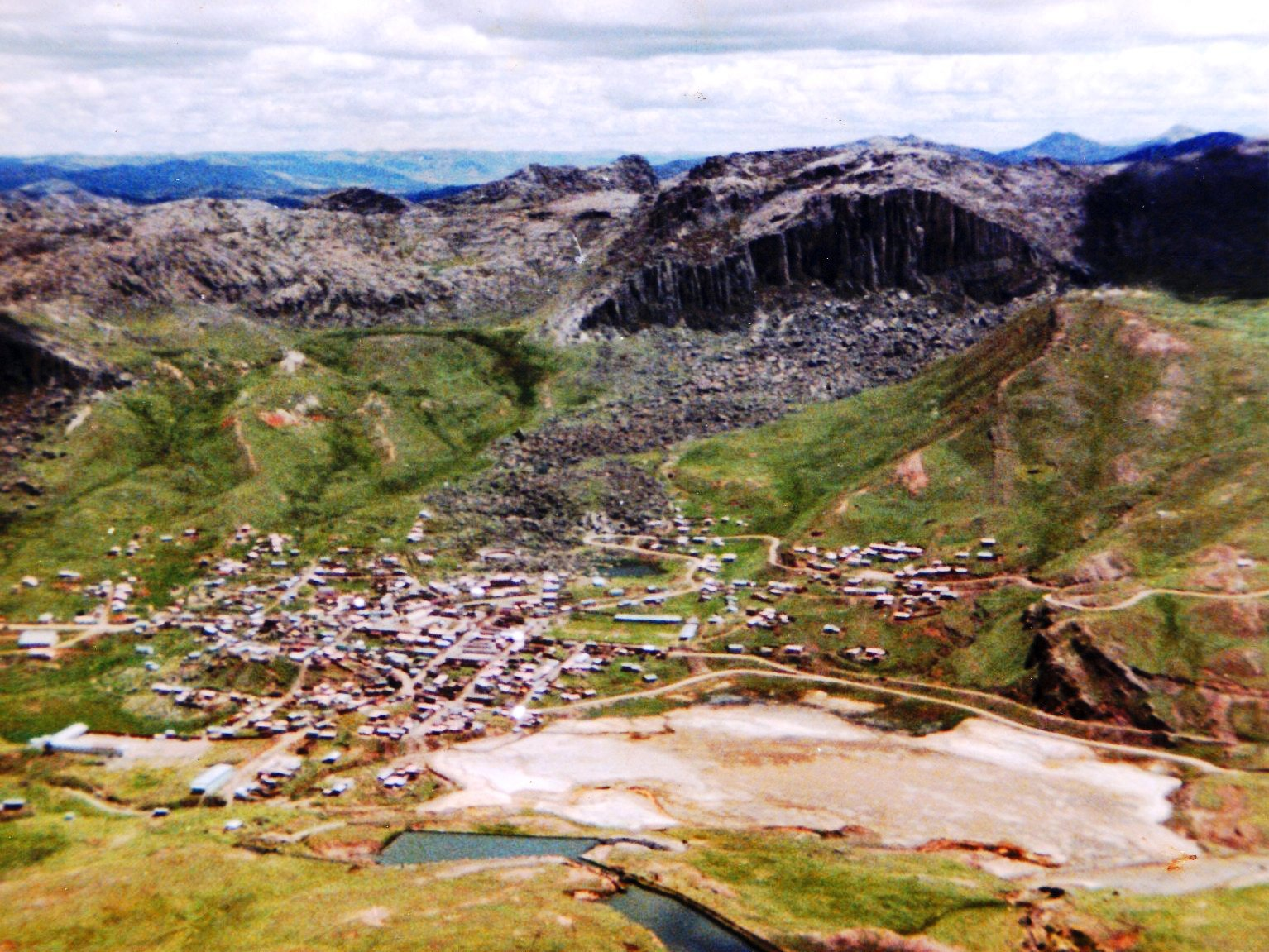
Huayllay, capital distrital.

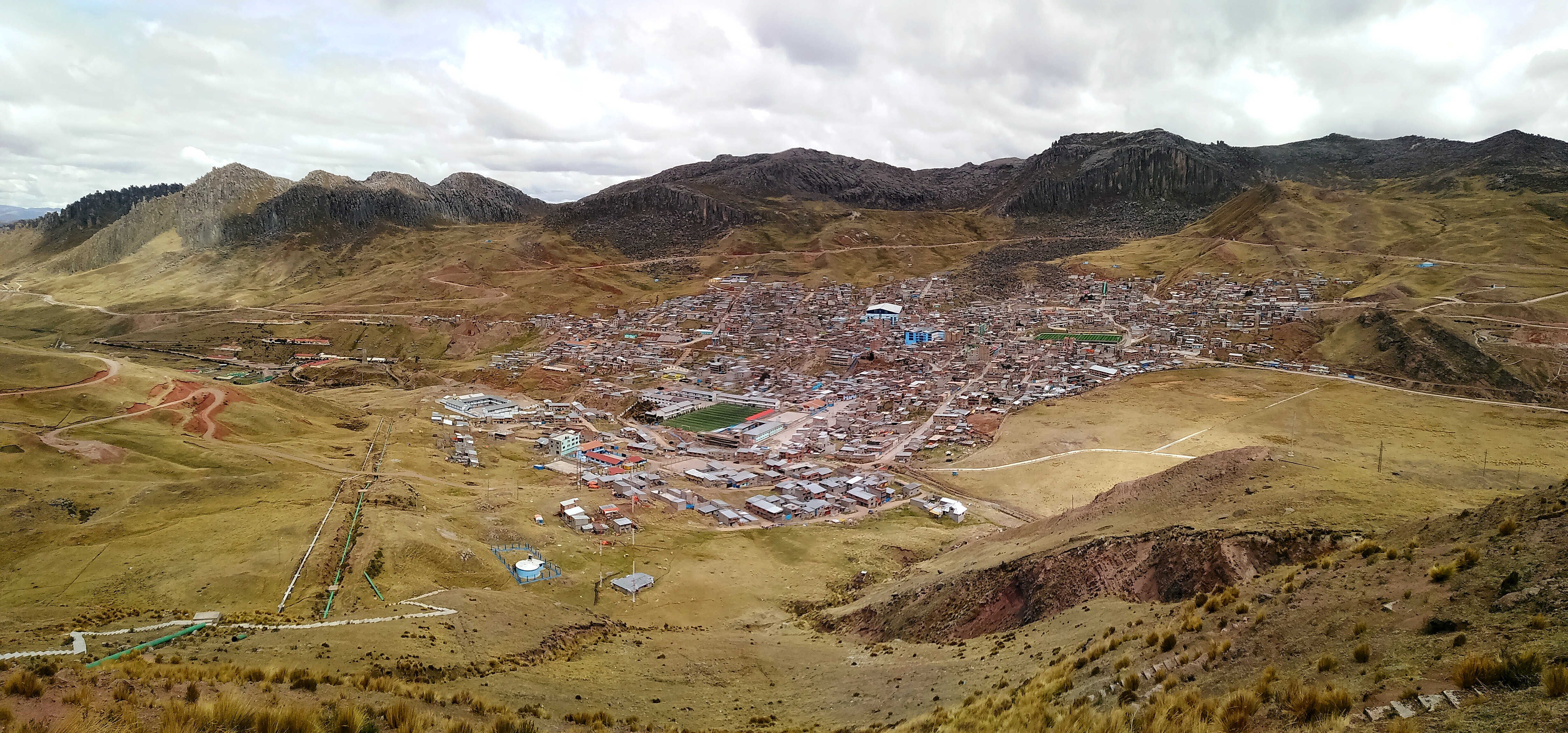
Huayllay - Año 2019

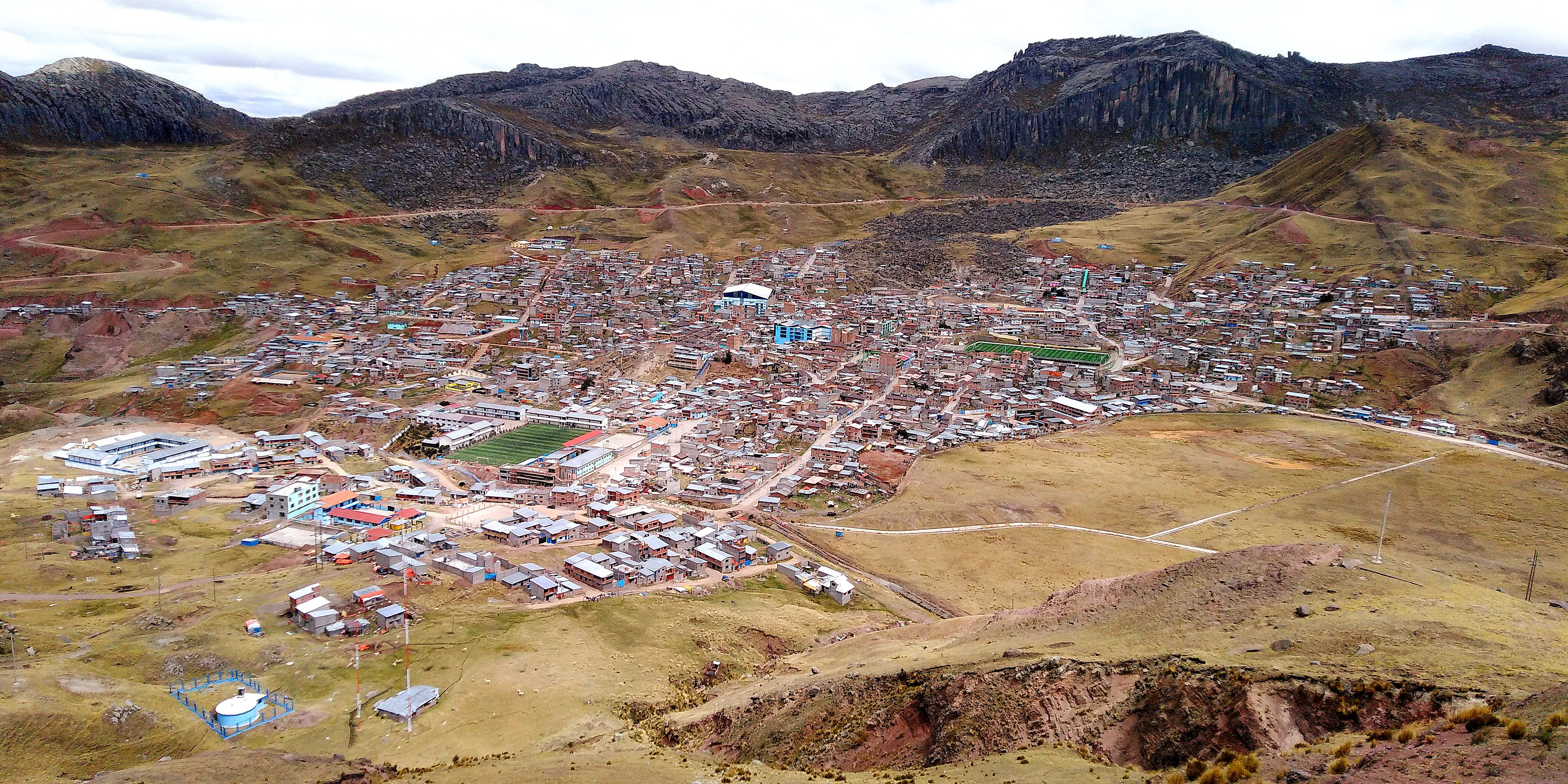
Huayllay Año 2019

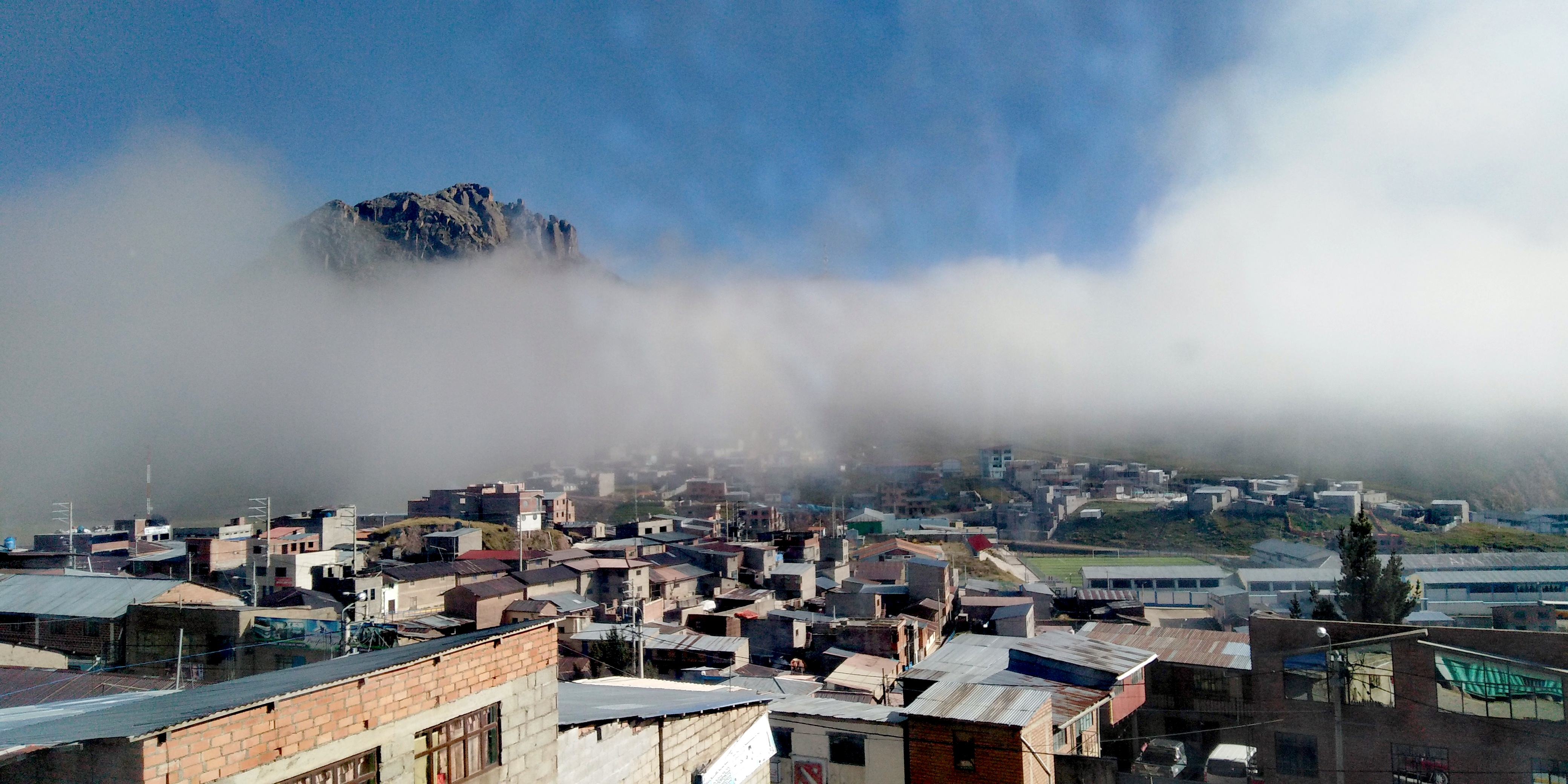
Huayllay - Una mañana de sol y neblina.

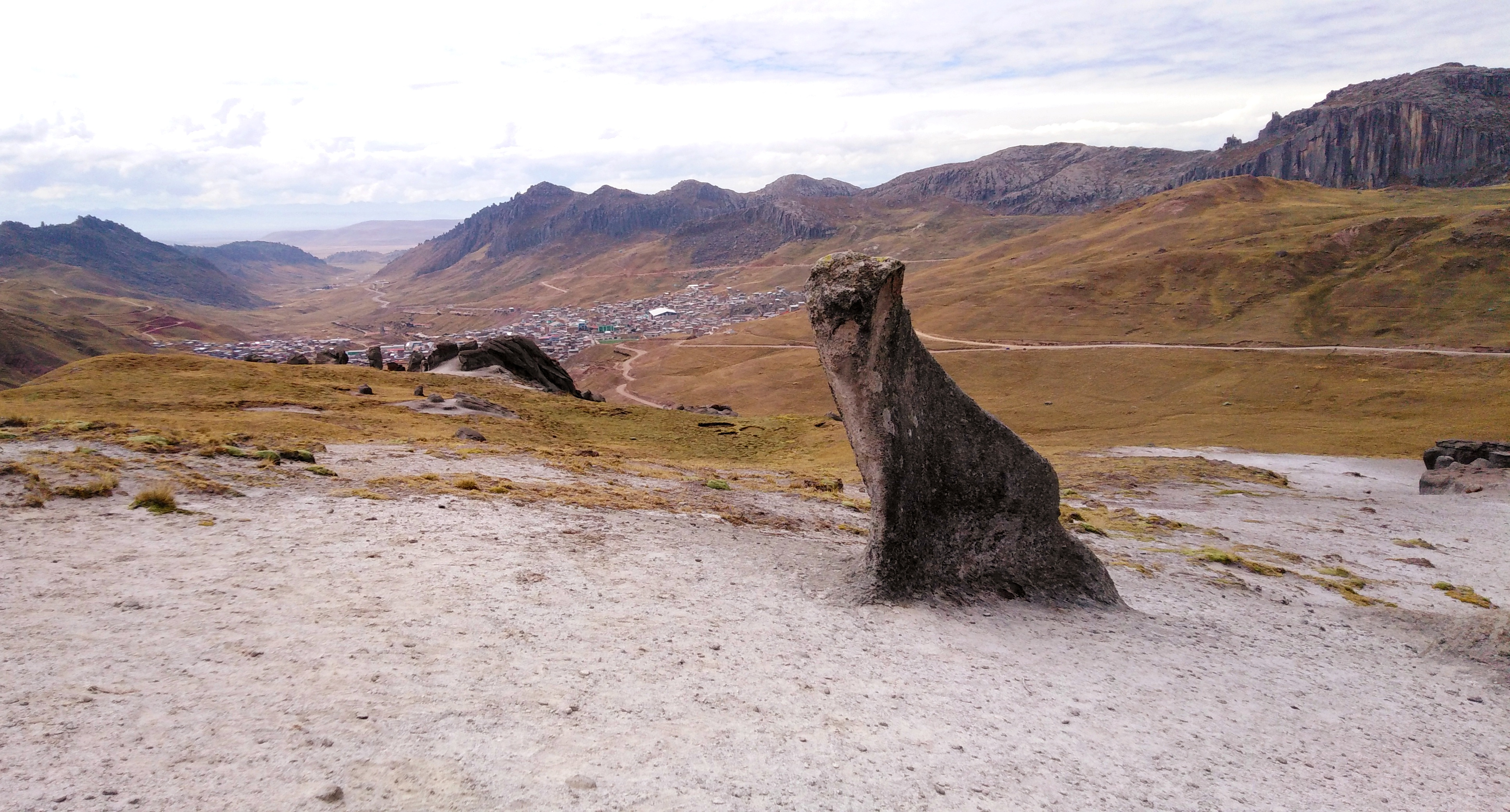
Figura pétrea El puma, y en el fondo el Distrito de Huayllay

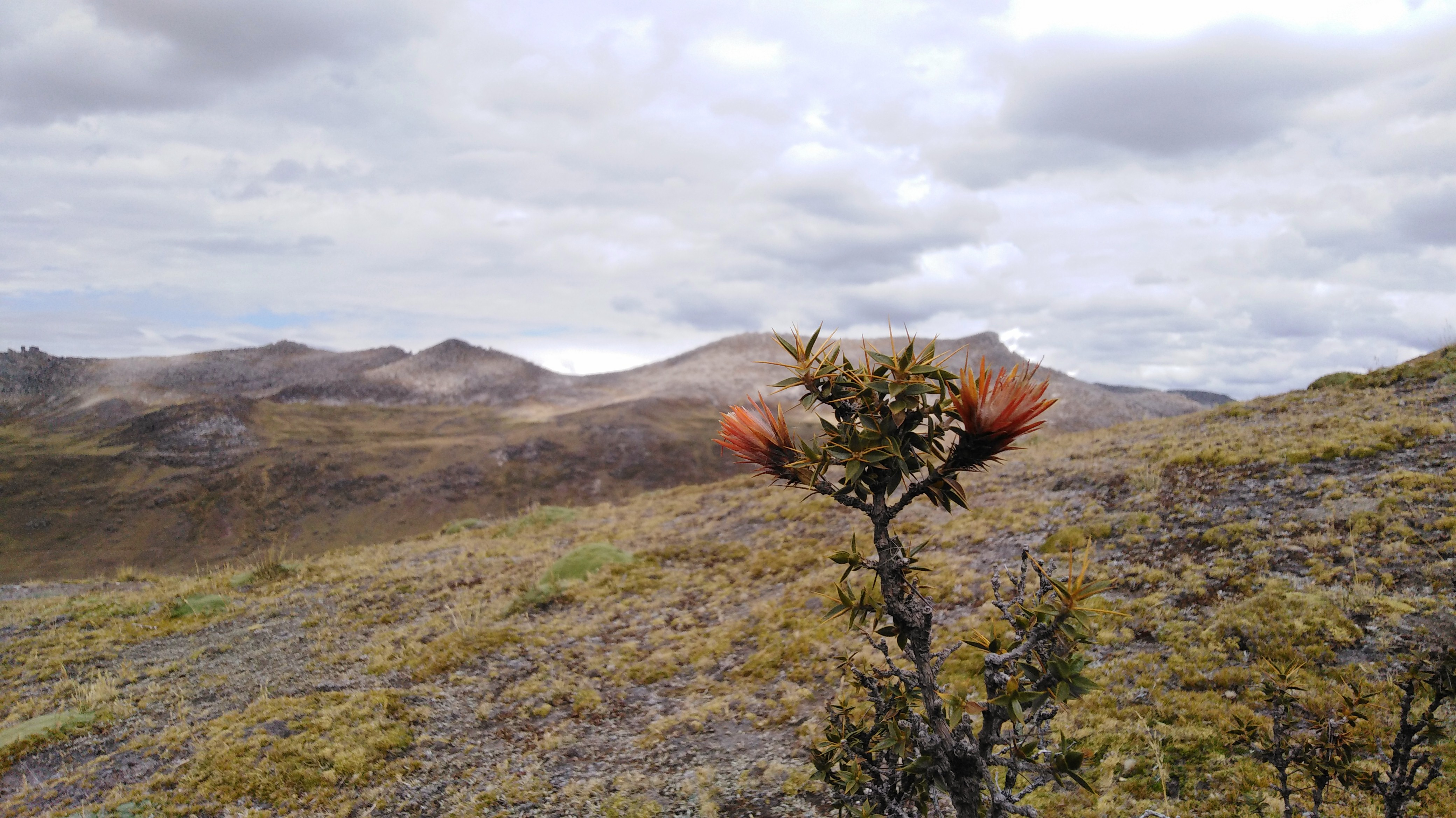
Flora cerca a la figura pétrea El puma. Huayllay

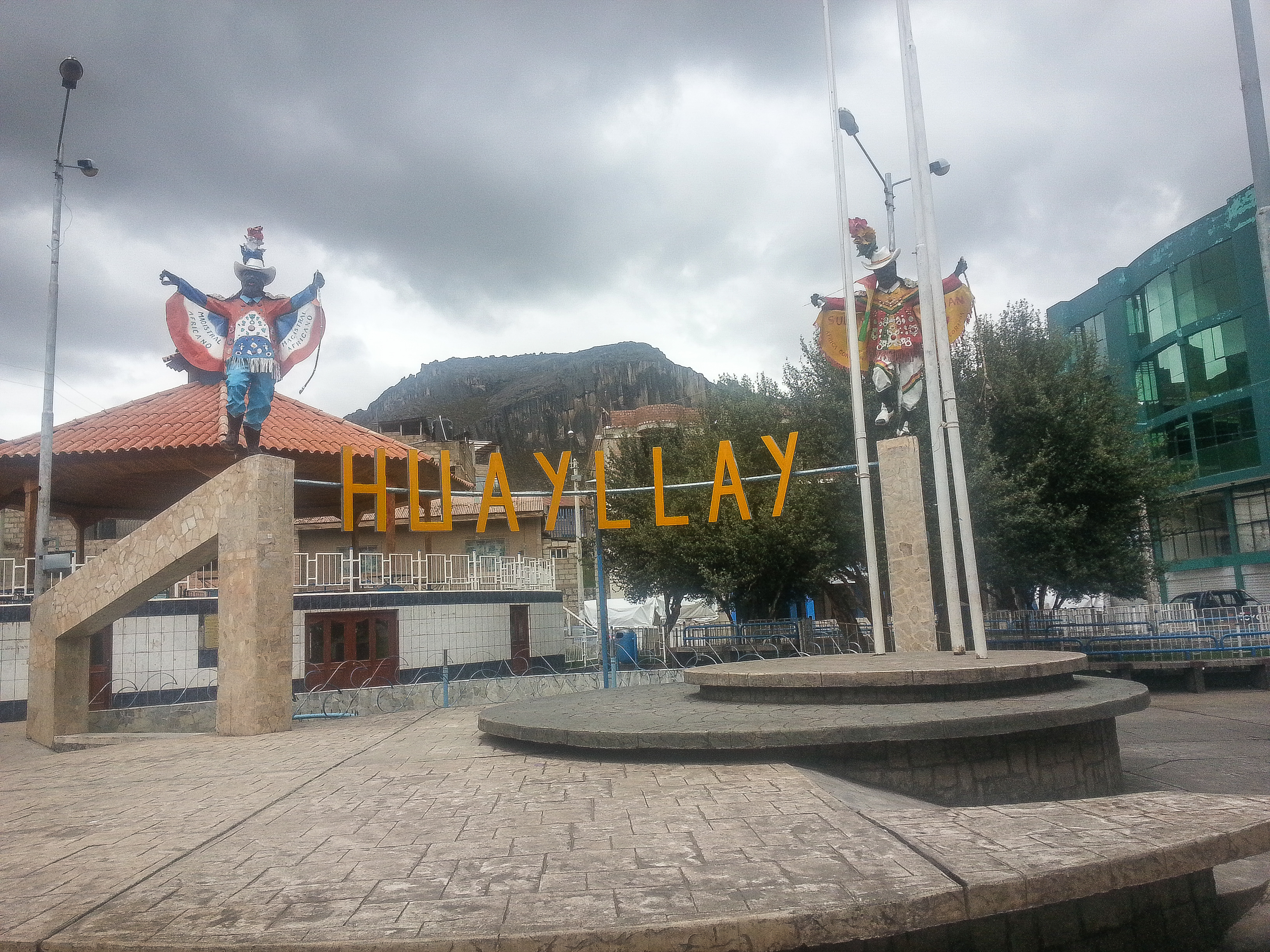
Plaza de Armas Huayllay: Representación de dos negritos danzando

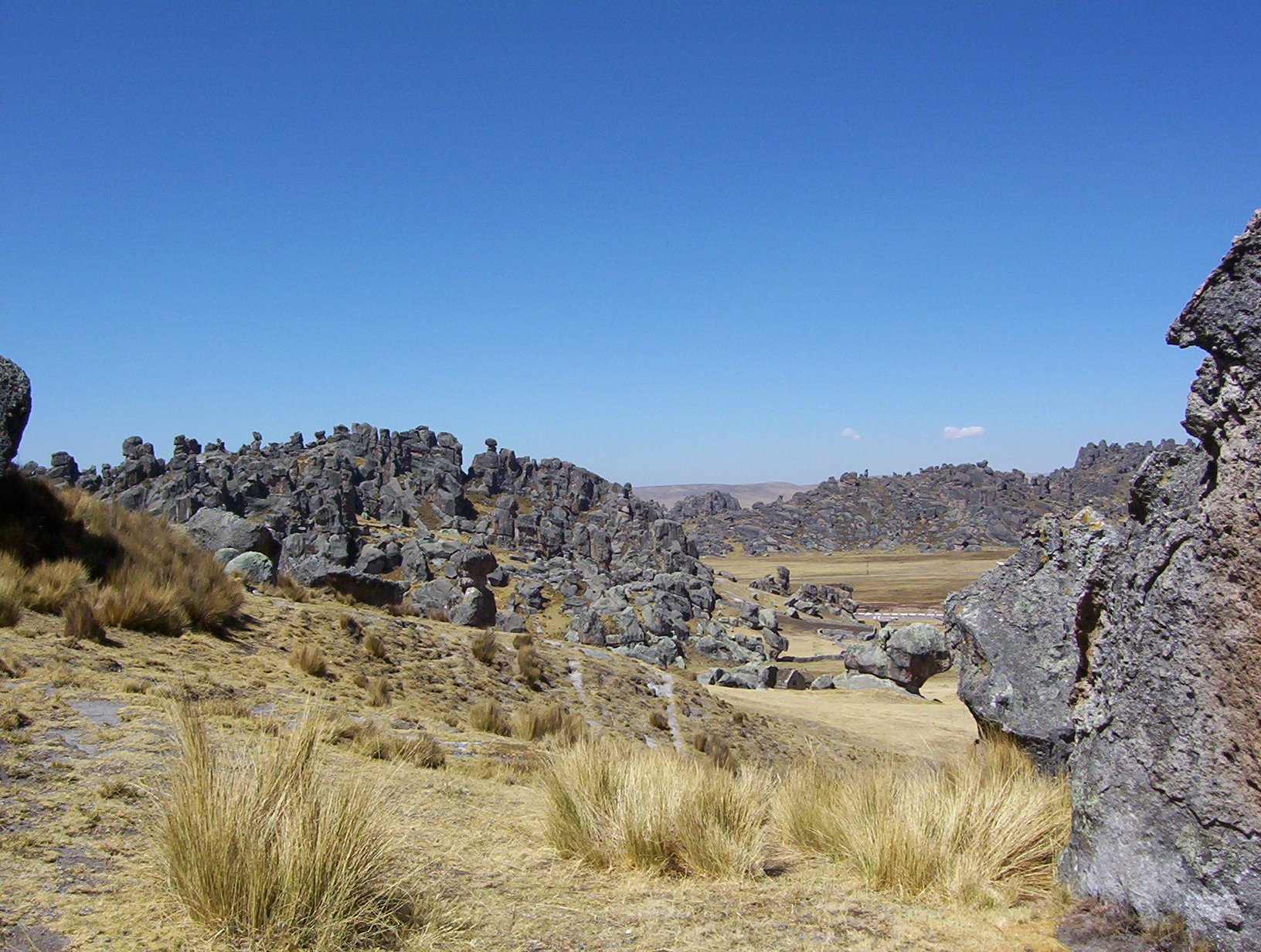

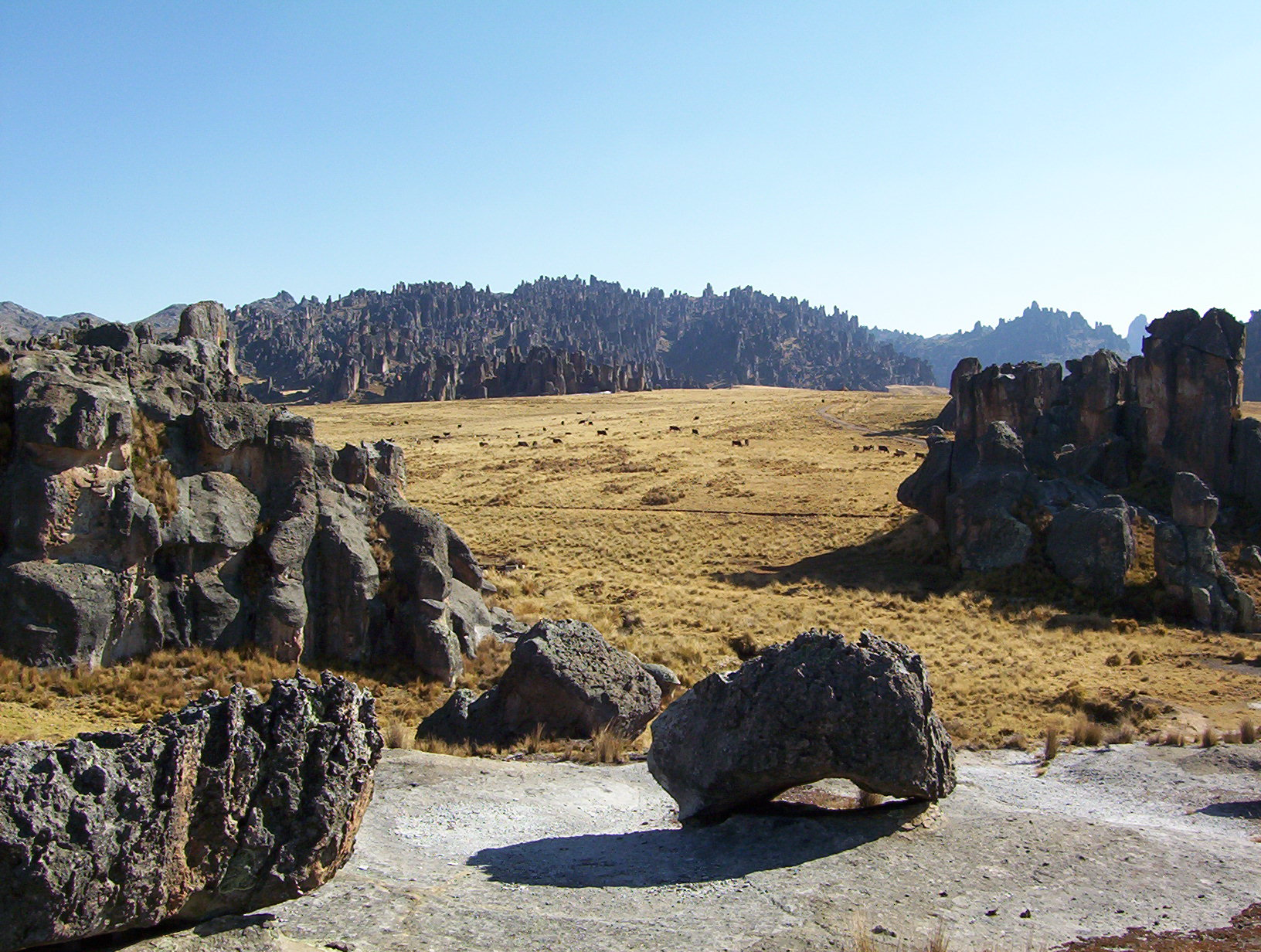
Bosque de Piedras, parque nacional de Huayllay.

El distrito de Huayllay es uno de los trece que conforman la provincia de Pasco, ubicada en el departamento de Pasco en el centro del Perú. Limita por el Norte con los distritos de Simón Bolívar y Tinyahuarco; por el Sur con las provincias Junín y Yauli; por el Este con la Provincia de Junín y por el Oeste con las provincias de Huaura y Huaral.
Desde el punto de vista jerárquico de la Iglesia católica forma parte de la diócesis de Tarma, sufragánea de la Arquidiócesis de Huancayo.

## Toponimia
Según César Guardia Mayorga, Huayllay proviene de Waylla que significa: variedad de ichu = floresta, prado de recreación.
También existe la creencia de otros orígenes:
- HUAY: casa
- LAYQUI: puedo pasar (hospedaje)

- Huaylla = pradera, llay = pueblo asentado
- Hualgaygaga:
- Hualga = colgado, gaga = roca o piedra

## Historia
Huayllay se remonta a los primeros habitantes que poblaron los andes 10 000 años a. C. como lo muestra su arte rupestre (Cuchipinta, Vicuñapintasha entre otras). Las primeras civilizaciones fueron las etnias Marca Chuecos, Huarimarcanes, Bombonmarcas o Pumpush que dominaron la cuenca de Chinchaycocha, hasta la conquista española. Desde entonces la ganadería y minería configuraron el nuevo rostro.
Con el tiempo Huayllay pasa a ser un lugar estratégico de descanso, acentuándose en el lugar que hoy ocupa a la vera del camino de herradura entre Cerro de Pasco, Canta y Lima.

## Leyenda
La leyenda cuenta que tiempo atrás existían 2 soles y que un sol cayo a Huayllay, la gente de miedo se escondió bajo las piedras. El sol era tan caliente que quemó a los habitantes y es por eso que se ponen las ollas de barro escondidas.

### Evolución histórica de la capital del Distrito
Las etnias de Huayllay conocieron la crianza de camélidos; la extracción y procesamiento de minerales que se realizaba en Bombomarca, se dedicaron a los tejidos y la curtiembre, y a la fundición en bronce (mezcla de cobre y estaño) en la época de la colonia.
La base de la organización social y económica fueron los ayllus, se dedicaron a la construcción de los Caminos del Inca (Qhapaqñan).

### Evolución histórica de sus pueblos
Las investigaciones coinciden en reconocer al caserío de Warimarcan donde habrían residido las comunidades del antiguo imperio Huari, luego de la crisis de hace mil años se independizaron formando la pequeña nación Yaro que dominó la llanura del Bombón.

### Creación política
Fue creado políticamente como Distrito por el Libertador Ramón Castilla, en su condición de Presidente Provisorio de la República del Perú, el 2 de enero de 1857 según Ley N.º 57.º, perteneciendo a la Provincia de Canta y Departamento de Lima, y el 27 de noviembre de 1944 llega a pertenecer a la Provincia y Departamento de Pasco, mediante Ley N.º 10030.

## Geografía
Es considerado uno de los mejores museos geológicos del mundo, se afirma que por su extensión y tipo de formación es tan interesante como el Jardín de los Dioses en los Estados Unidos o el Bosque de Piedras de Shilin en la República Popular China. Son 11 las rutas establecidas para visitar cada uno de sus misterios, y en cada una de ellas se encuentra, además de formaciones pétreas únicas, geoglifos, aguas termales, lagunas altoandinas y una gran biodiversidad.
El Santuario Nacional de Huayllay se ubica en la región Pasco y tiene en su territorio restos volcánicos que han formado en sus piedras variedad de formas de animales. Además hay bellas lagunas y puquios de agua a alta temperatura.
Es un distrito ganadero, minero y turístico y tiene el museo geológico más grande del mundo, el "Bosque de Piedras de Huayllay".
El Distrito de Huayllay está situado en la vertiente de los andes sudamericanos, en la zona central del Perú, en la llanura intra montaña de la meseta de Bombón.
La geografía presenta diversos pisos ecológicos que van desde los 4100 m s. n. m. hasta 4.850 m s. n. m.
La superficie territorial es de 630,81 km², con una densidad poblacional de 13 hab./km².
Población ubicada en territorios que van desde los 4.100 hasta los 4.850 m s. n. m.
La densidad poblacional de la provincia de Pasco es de 31 hab./km².
La altitud de la ciudad capital de distrito de Huayllay es de 4.340 m s. n. m.

## Turismo

### Huayllay es considerada Maravilla Natural del Perú
En abril del año 2008, el Santuario nacional de Huayllay y el Bosque de Piedras de Huayllay fueron distinguido en el ámbito nacional como una de las Siete Maravillas del Perú en los concursos organizados por el diario El Comercio y la empresa de telecomunicaciones Panamericana Televisión. De esta manera Huayllay ha recibido hasta ahora la visita de turistas extranjeros.
El Bosque de Piedras de Huayllay está ubicado en el Distrito de Huayllay, Provincia y Departamento de Pasco, Perú. Está protegido por el establecimiento del Santuario nacional de Huayllay. Constituye una maravilla natural andina, a 4 310 metros sobre el nivel del mar.
Es un atractivo turístico porque reúne más de 4.000 formaciones rocosas que semejan gigantescos perfiles humanos, como el caminante o pensador, y animales, como la tortuga, la alpaca, el cóndor y el elefante, y figuras que aún no se descubren por la inmensidad del bosque de Huayllay así mismo cuenta con piscinas termales llamada la calera donde la gente puede divertirse con su familia y nadar.
Origen
Los farallones fueron formados, por roca volcánica, y también de sedimentos, dado que esta zona fue parte del fondo marino en el Paleozoico.

En las proximidades se cuenta con las fuentes de aguas termales medicinales de La Calera, Goshpi y Yanahuato y con los restos arqueológicos de Bombomarca.

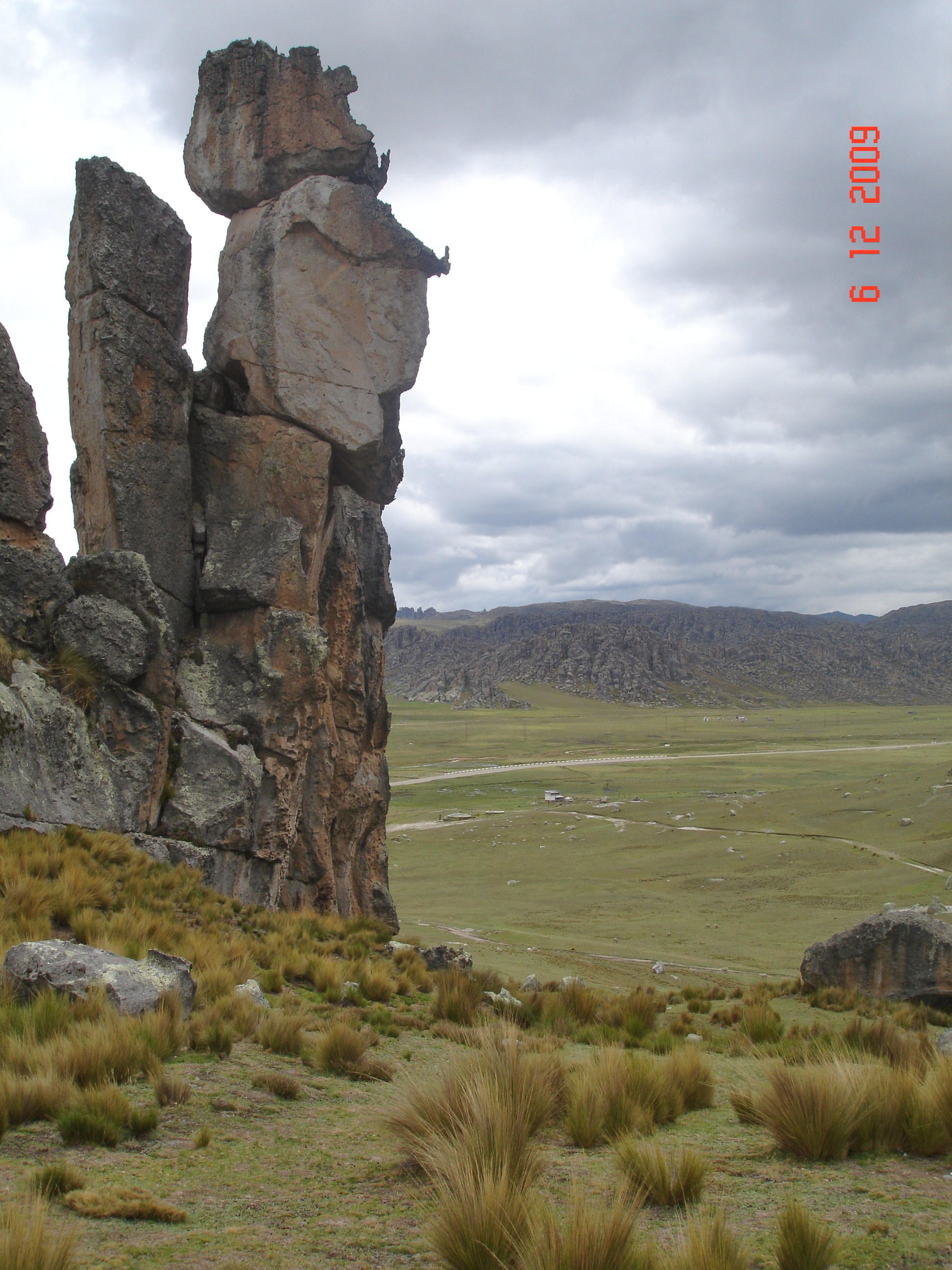
Bosque de piedra de Huayllay
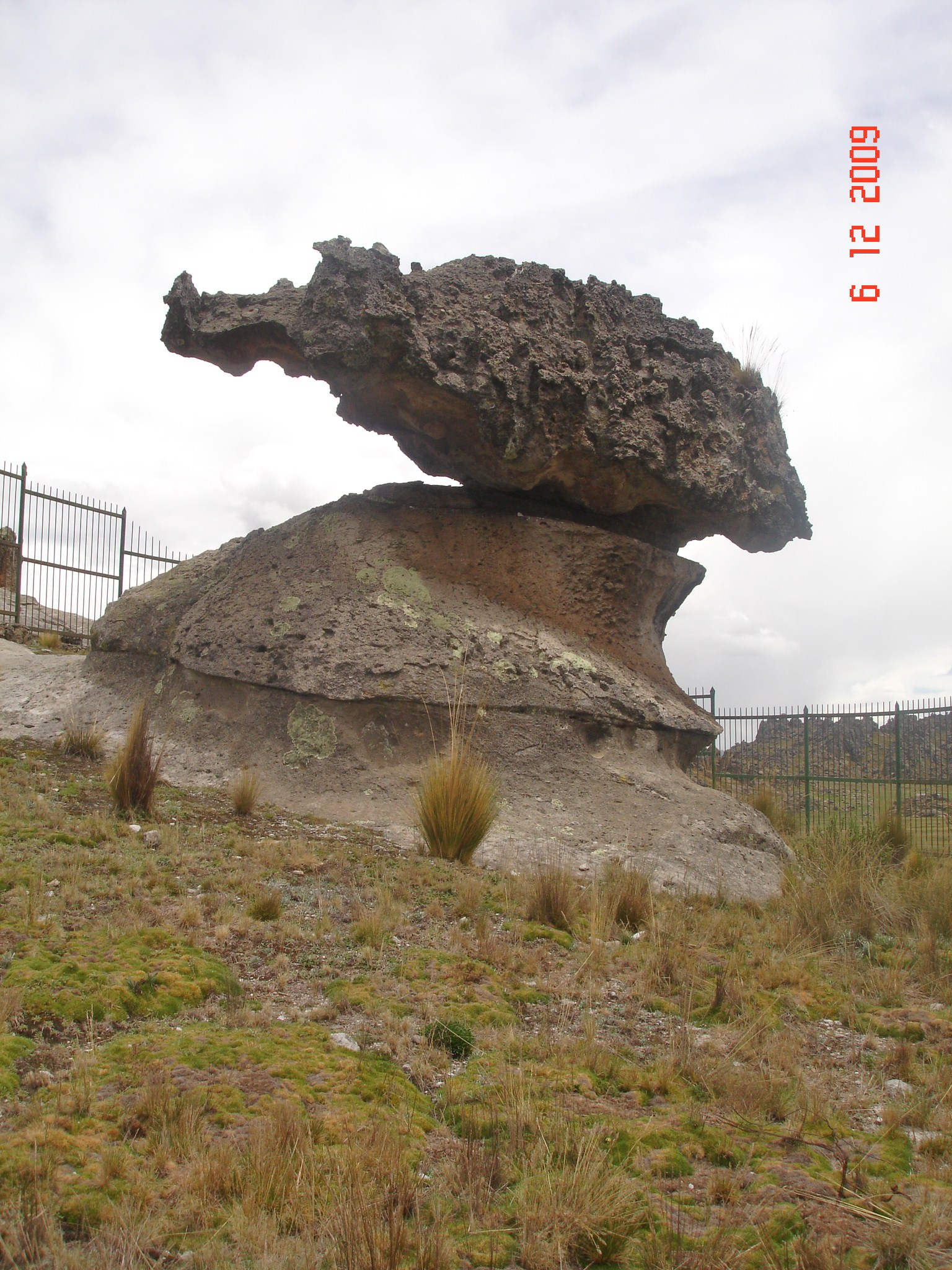
Bosque de piedra de Huayllay
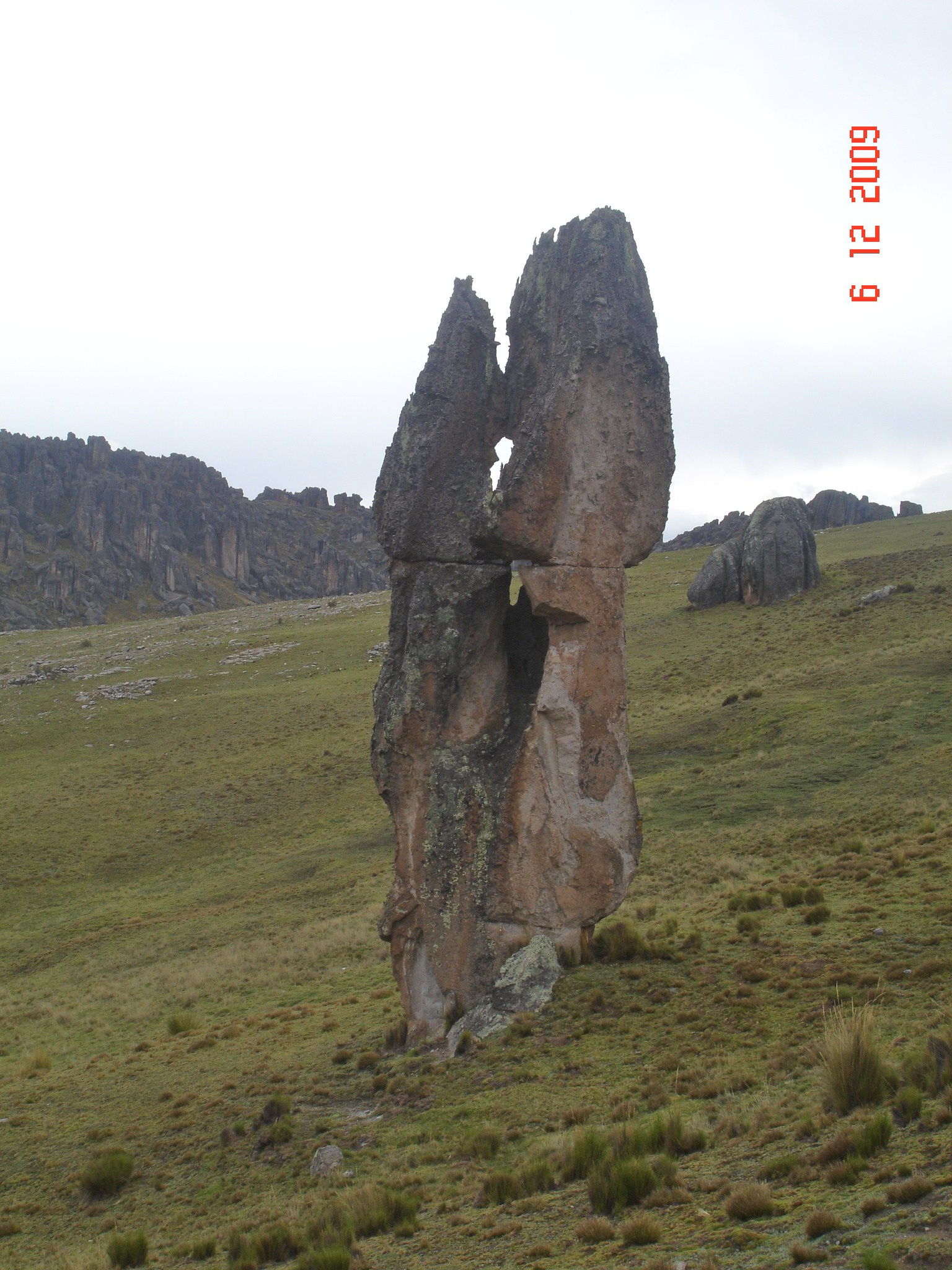
Bosque de piedra de Huayllay
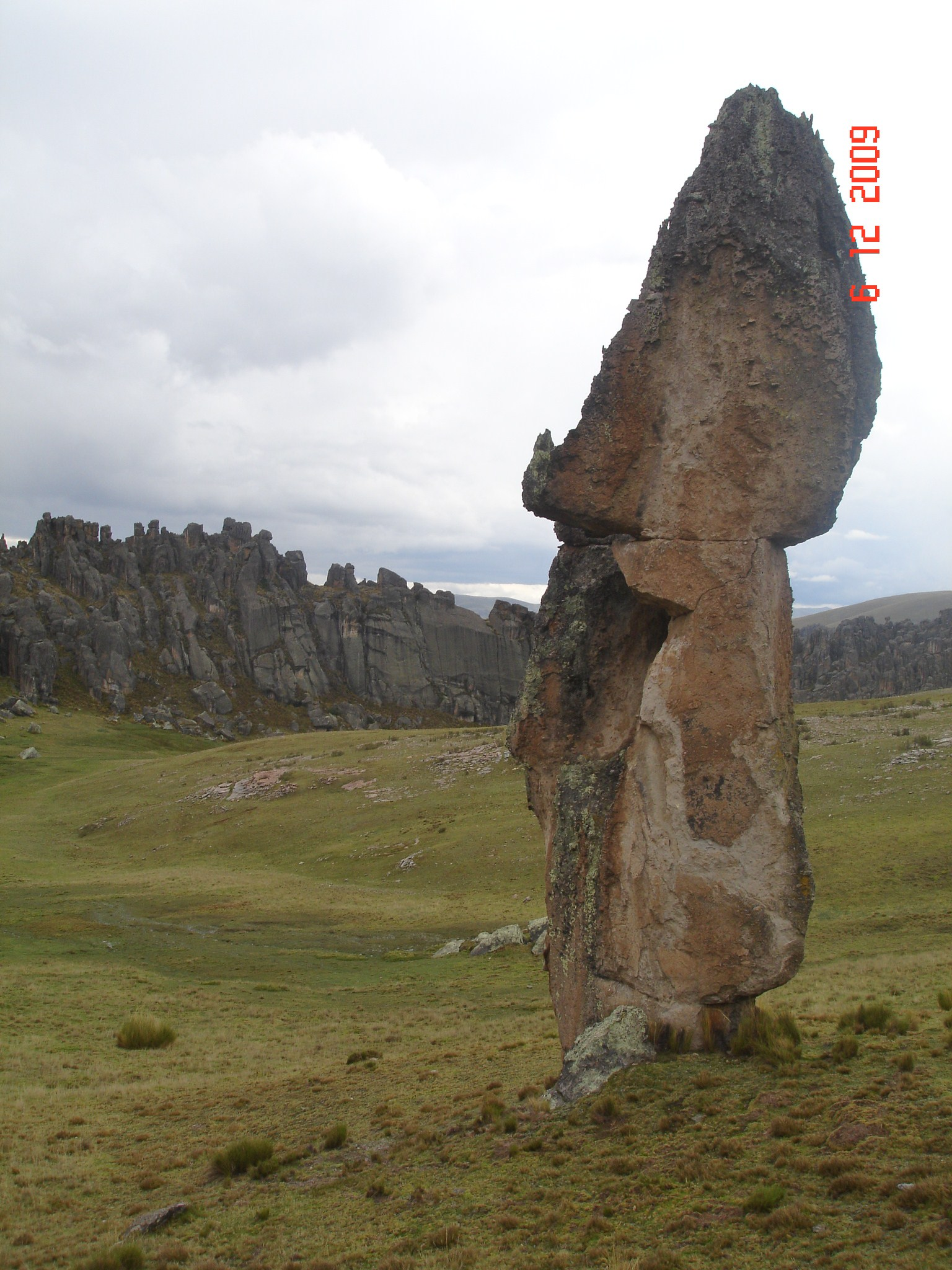
Bosque de piedra de Huayllay
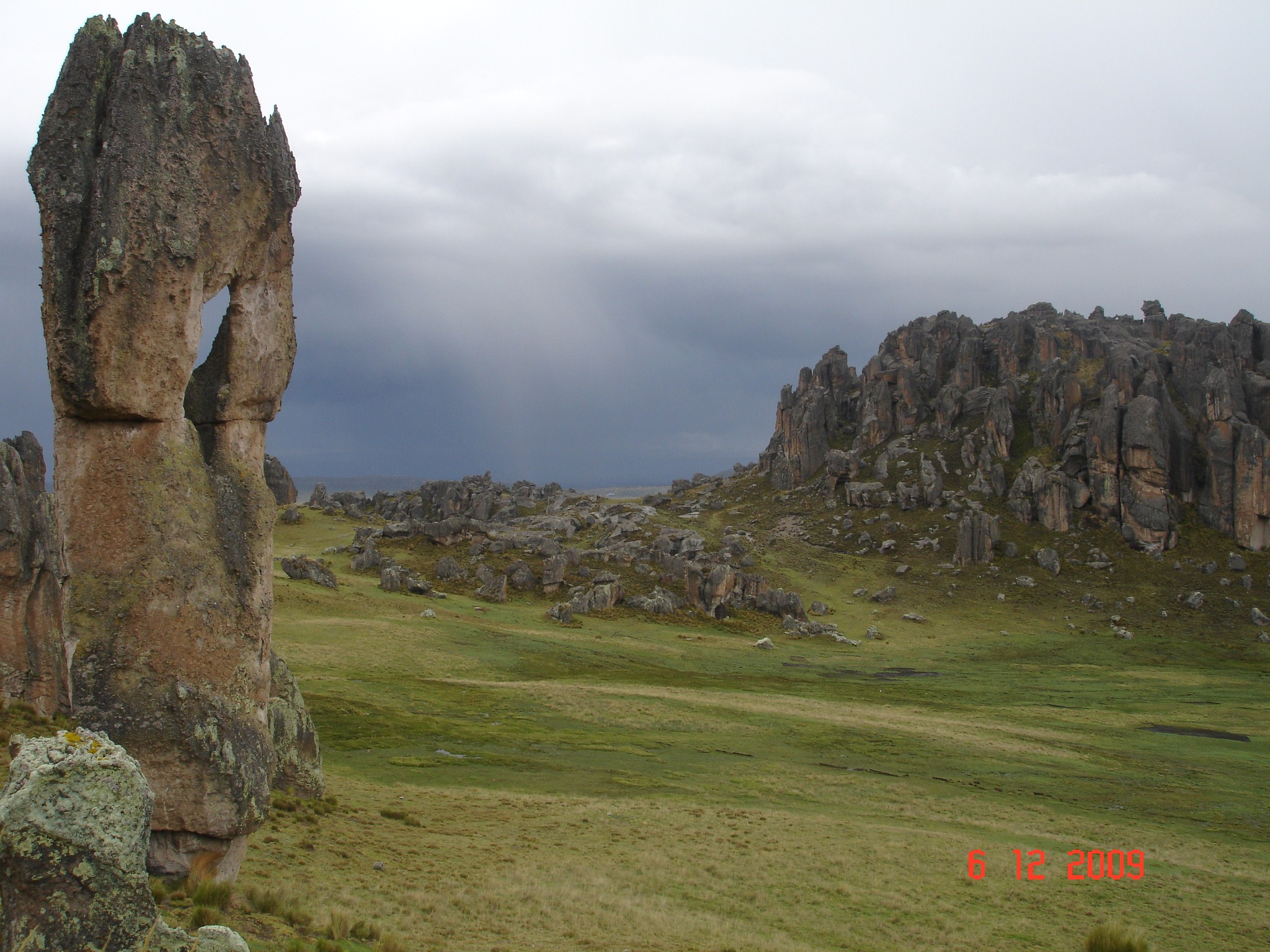
Bosque de piedra de Huayllay
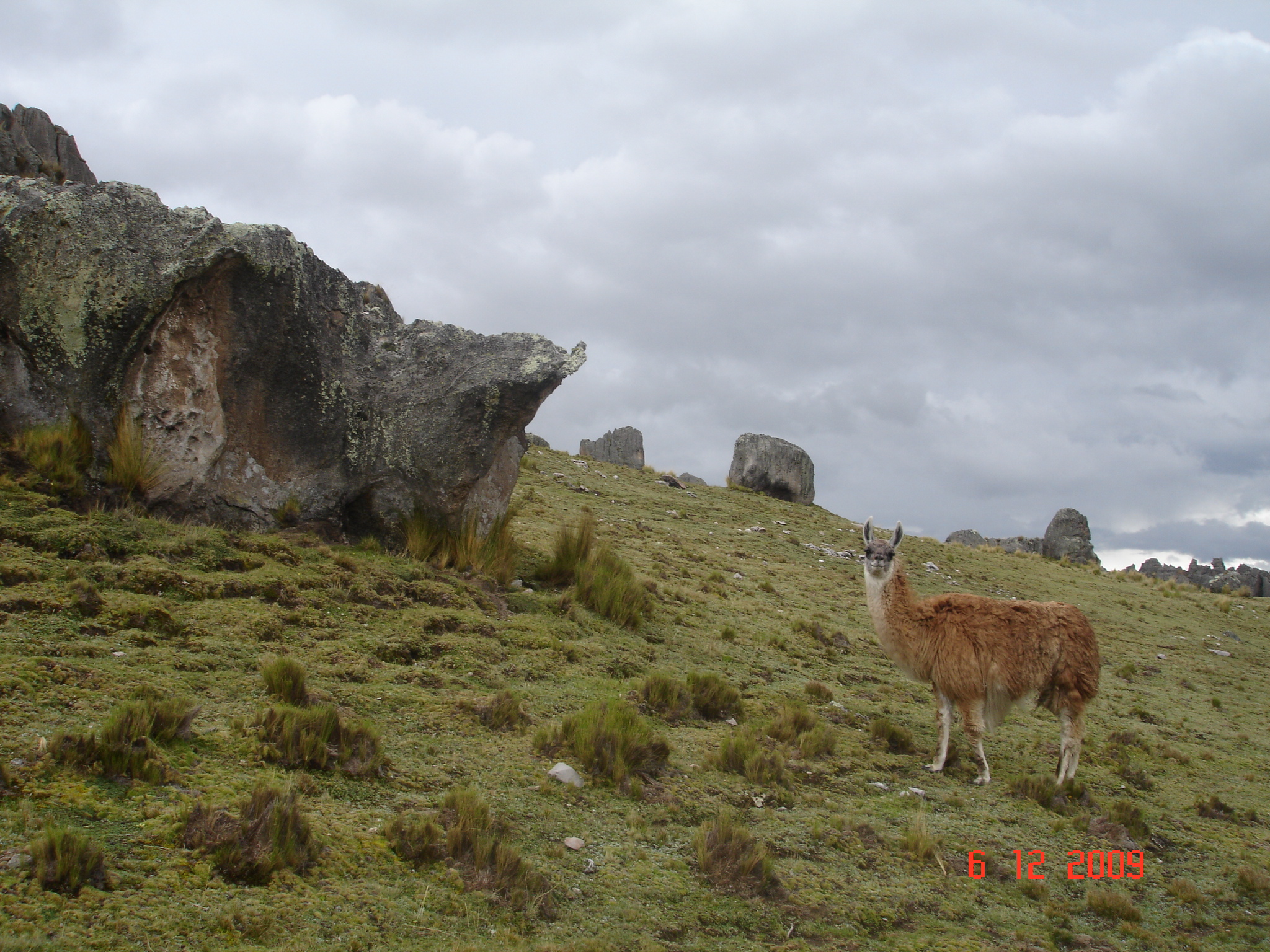
Bosque de piedra de Huayllay
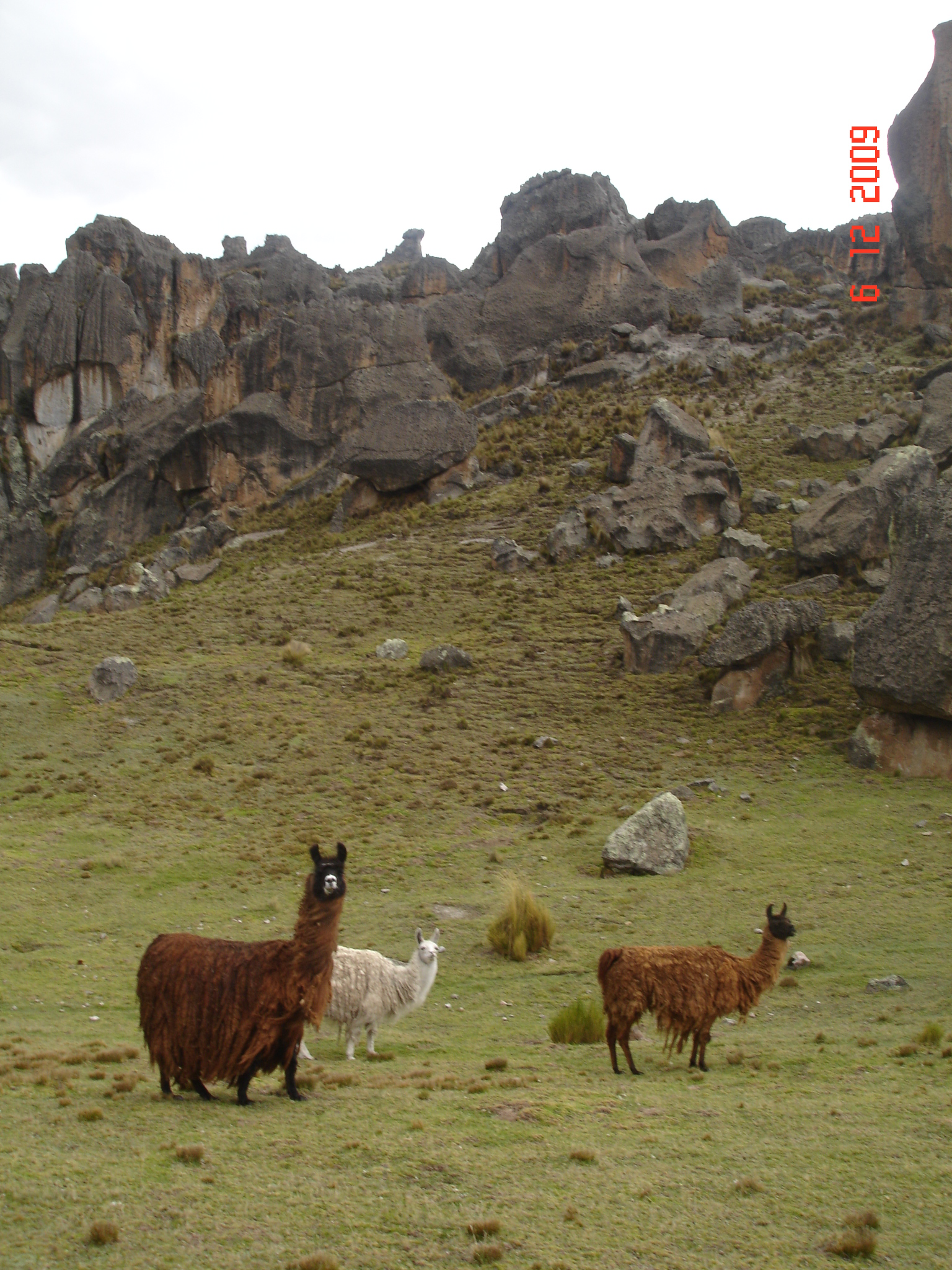
Bosque de piedra de Huayllay
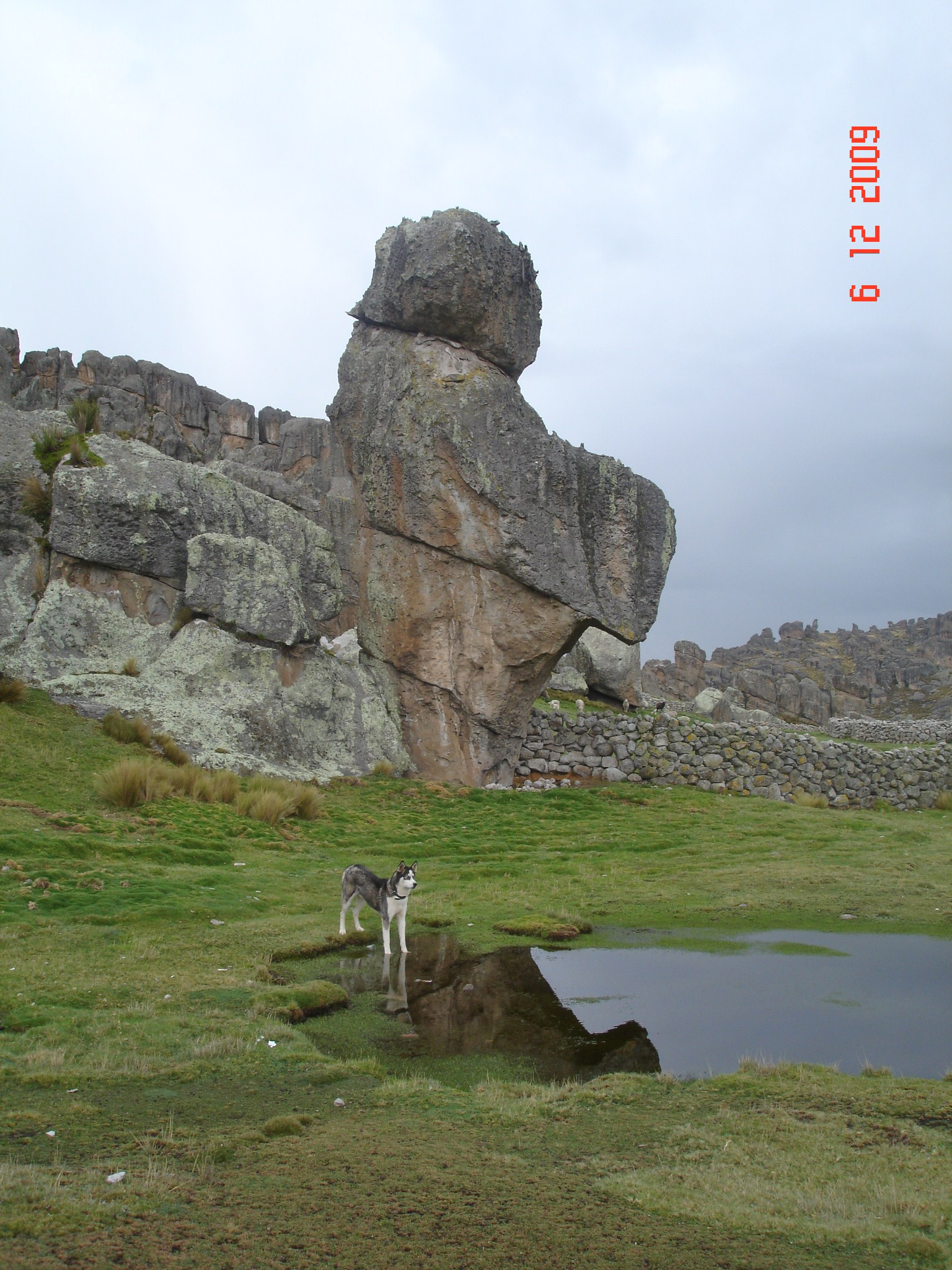
Bosque de piedra de Huayllay

### Aguas termales
Aguas termales de GoshpiSus aguas emergen naturalmente del subsuelo con una temperatura de entre 40 y 50 °C desde una cueva de 2 m de diámetro de roca calcárea. Ubicada sobre la carretera Huayllay-Canta.
Aguas termales de YanatutoUbicada dentro del Santuario Nacional de Huayllay a 4150 m s. n. m., brota agua cristalina, inodora e insípida de 65 °C, que contiene calcio, potasio, sodio, cloruros, sulfatos y bicarbonato.
Baños termales de La CaleraTiene 3 piscinas y una cueva volcánica desde donde se puede observar el Bosque de piedras de Huayllay.

### Arqueología
Complejo arqueológico la Llacta de PumpuPresenta construcciones de viviendas hechas a base de piedras lajas y cuenta en la parte central un "Ushno" de base cuadrangular de unos 50 metros de cada lado con unas escalinatas en la parte este alcanzando una altura de 3 metros y unos asientos de piedra en la parte superior de donde el Inca se comunicaba con el pueblo y sus ejércitos.
Complejo arqueológico MarcachuecoUbicado en la isla Manco Capac cerca al pueblo de Torcido de 5 ha, declarado Patrimonio cultural de la nación mediante RD 129-INC del 13-2-2001. Se puede ver desde el cerro Gochahuaman.

## Capital
Su capital, Huayllay, se halla a a 4 200 m s. n. m. y aproximadamente a 5 h desde Lima. Allí también se realiza todos los años el Festival ecoturístico Ruraltur.

## Autoridades

### Municipales
- 2019 - 2022[2]
  - Alcalde: Román Luis Marcelo Callupe, de Podemos por el Progreso del Perú.
  - Regidores:

  1. Wilson Piazza Morales Villanueva (Podemos por el Progreso del Perú)
  2. Efraín Navio Zevallos Arteaga (Podemos por el Progreso del Perú)
  3. Dania Rocío Celis Guerreros (Podemos por el Progreso del Perú)
  4. Leslie Lie Porras Vásquez (Podemos por el Progreso del Perú)
  5. Elizabeth Mendizabal De Ricra (Acción Popular)

Alcaldes anteriores
- 2011 - 2014:[3] Hector Morales, del Movimiento Fuerza Popular (K).
- 2011 - 2014: Beker Anselmo MEZA BALDEON (actualmente prófugo de la justicia).

### Policiales
- Comisario: PNP.

## Negrería de Huayllay

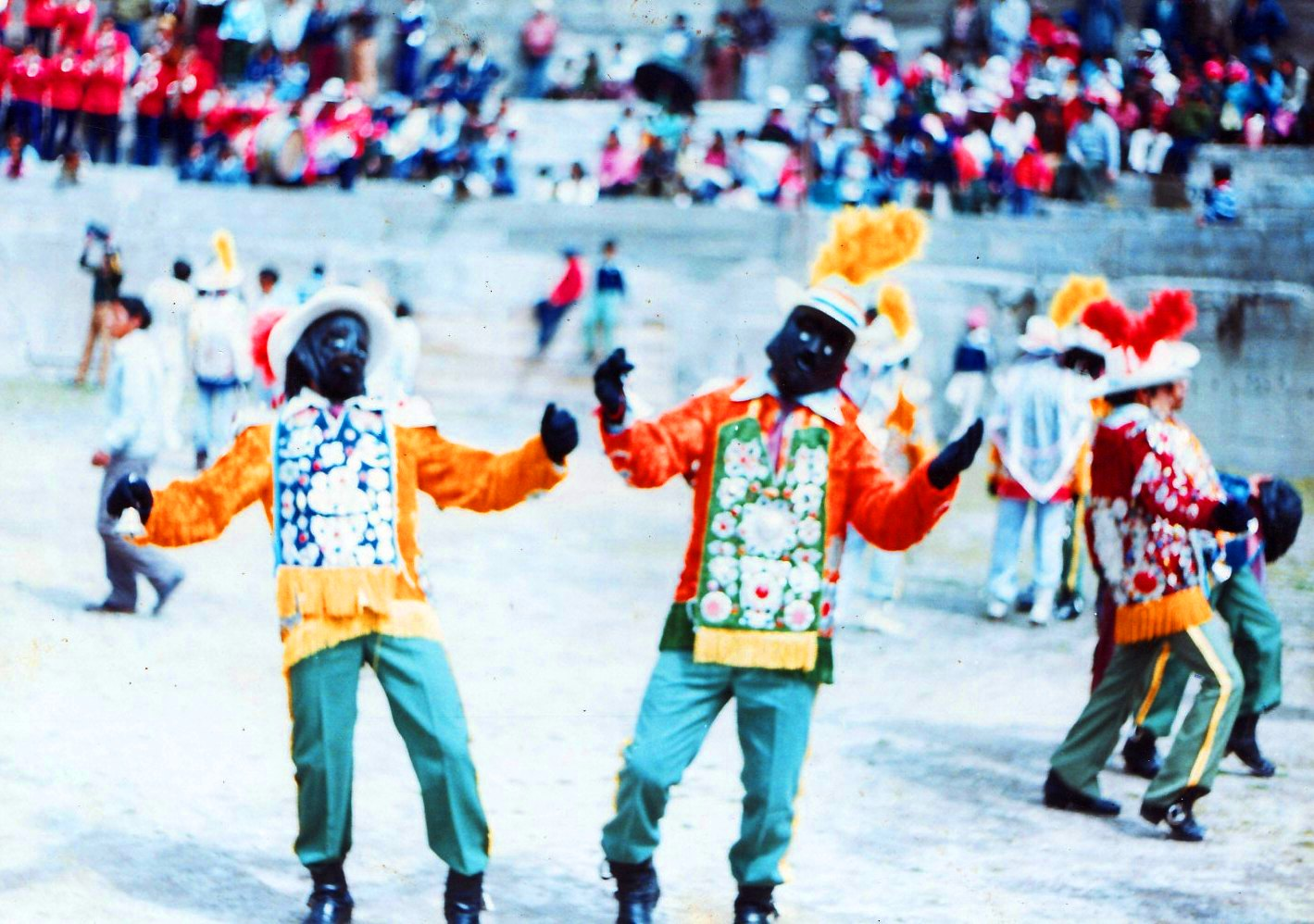
Negritos de Huayllay.

Una de las máximas expresiones culturales son las danzas como la denominada 'Los Negritos de Huayllay', que recrea la vida de los esclavos africanos llevados durante la colonia española hasta las alturas andinas para trabajar en las fundiciones. Así todos los esclavos eran explotados sin descanso.
Traje:
Tiene plumaje, sombrero (chuco RO), pantalón (pantalón RO), campanilla marianloga RO), camisa (camisa RO), corbata (soga RO),  chicotillo (santocristo RO), murciélagos (murciélago RO), shucuta (shucuta RO), guantes (mano RO), máscara negra (malacara RO), etc.